# Putere fără glorie

Putere fără glorie (titlu original: Power Without Glory)  este un roman scris în anul 1950 de autorul australian Frank Hardy, roman care prin anii 1970 a fost ecranizat de Australian Broadcasting Corporation, el fiind transmis ca serial și de televiziunea română. 

## Acțiune
În centrul acțiunii romanului, care se petrece în Australia prin secolul al XIX-lea, se află John West un fost șomer. El provine dintr-o familie săracă irlandeză care a emigrat în Australia. John printr-o serie de afaceri dubioase, el deține o casă ilegală de pariuri și prin mituirea sau șantajarea poliției, a unor martori sau a unor politicieni corupți ajunge un parvenit bogat și influent. Romanul demască corupția din perioada capitalismului timpuriu din Australia; după publicație, el a provocat vâlvă și o serie de neplăceri autorului. 